# Maurycy Ożarowski
Maurycy Ożarowski, hrabia, herbu Rawicz (ur. 1800 w Horynce, zm. 18 grudnia 1865 w Dreźnie) – ziemianin, znany agronom.
Ziemianin, właściciel odziedziczonego po matce klucza dóbr Beresteczko. Prowadził wzorcowe gospodarstwo rolne. Po jego bezdzietnej śmierci dobra te przeszły drogą zapisu testamentowego na rzecz jego krewnego Wiktora Witosławskiego. Członek korespondent Galicyjskiego Towarzystwa Gospodarskiego (1846–1865).

## Rodzina
Urodził się w rodzinie ziemiańskiej, syn generała Kajetana Ożarowskiego (1767–1811) i Cecyli z Platerów (1772–1858). Miał braci Wiktora (1799–1870), kapitana wojsk rosyjskich Ludwika (1800–1876) i oficera armii Królestwa Polskiego Konstantego (1795–1893) oraz siostry: Józefę (1808–1896), żonę Gustawa Olizara, Julię (ur. 1800), żonę Kajetana Witosławskiego oraz Cecylię (ur. ok. 1800) i Marię (1810–1847). Całe rodzeństwo nie miało potomków. Od 1832 był mężem Zuzanny ze Strzemboszów (1803–1892), wdowy po generale austriackim Ferdynandzie hr. Hennequin de Frensel, właścicielki znacznych dóbr w pow. lwowskim i złoczowskim.